# Louis Nicolas Davout
Louis Nicholas Davout, Duque de Auerstaedt e príncipe de Eckmühl, marechal francês (Annoux, 1770 – Paris, 1823) ingressou na escola de Brienne, segundo-tenente aos 15 anos, general aos 27 anos. Serviu em todas as campanhas da Revolução Francesa e também no Egito. 
Comandou a ala direita na Batalha de Austerlitz, segurou tropas prussianas na Batalha de Jena–Auerstedt (mesmo em desvantagem numérica) e se destacou na Batalha de Wagram. Teve também papel decisivo na Batalha de Eckmühl. Foi o único marechal invicto do Primeiro Império Francês. Foi Ministro da Guerra durante o Governo dos Cem Dias.